# Luís Frederico
Luís Frederico (em castelhano: Lluís Frederic d'Aragó; m. 1382) foi um nobre catalão que foi conde de Salona, bem como senhor de várias outras cidades da Grécia Central de ca. 1365 até sua morte em 1382. Em 1375–1381, ele também serviu como vigário-geral do Ducado de Atenas e do Ducado de Neopatras.

## Vida
Luís era filho de Jaime Frederico e neto de Alfonso Frederico. Quando seu pai tomou a fortaleza de Siderocastro em 1365, Luís tornou-se seu castelão, embora era infante. Quando Jaime morreu em 1366, Luís recebeu o controle da cidade vizinha de Zetúnio. Devido as maquinações dos agentes do então-vigário-geral, Rogério de Lauria, em julho de 1367 o rei Frederico III da Sicília ordenou a Luís que rendesse Siderocastro para Nicolau de Sosa, mas Luís parece ter desrespeitado as ordens reais e manteve controle da fortaleza por toda sua vida. Em ca. 1368, ele casou-se com Helena Asanina Cantacuzena, filha de Mateus Cantacuzeno, o antigo coimperador bizantino (r. 1353–1357). O casal teve uma filha, Maria.
Luís também entrou em conflito com seu tio, Bonifácio Frederico, a quem seu pai Jaime legou "todos os seus direitos e propriedades" no Ducado de Atenas, incluindo o Condado de Salona com Lidorício e Veteranitsa, e a ilha de Egina, que Bonifácio deu a seu filho Pedro. Com o apoio de muitos dos feudatários catalães, e agitado após a captura de Mégara do aventureiro florentino Nério I Acciaiuoli, em abril de 1375, Luís obteve de Frederico III sua nomeação como vigário-geral do Ducado de Atenas e do Ducado de Neopatras. Ele aparentemente exerceu os deveres do ofício desde a morte ou incapacitação de seu predecessor incompetente, Mateus de Peralta, no no ano anterior; e permaneceria em ofício até o outono de 1381. Desta posição, Luís foi capaz de derrotar seu tio e primo quando eles tomaram armas contra ele. Luís capturou as propriedades deles, e enviou Pedro ao exílio e prisão em Aragão. Seu tio Bonifácio morreu logo depois em algum momento antes de setembro de 1380.
Após a morte de Frederico III, Luís apoiou a ascensão da coroa ducal pelo rei Pedro IV de Aragão em oposição a filha de Frederico, Maria. Pedro finalmente conseguiu ascender em 1379, e os ducados de Atenas e Neopatras foram anexados diretamente à Coroa de Aragão. Embora a viúva de Bonifácio e seu outro filho, João, obtiveram o perdão do novo duque em maio de 1381 e uma promessa de restituição dos domínios de Bonifácio, é incerto de isso foi mesmo feito; de qualquer modo Luís aparece como "conde de Salona" numa lista datada de 1380/1381. Luís foi menos bem sucedido contra outro poderoso feudatário, o castelão de Atenas Galcerão de Peralta. Aparentemente gozando do apoio dos catalães da cidade, Peralta foi capaz de resistir a Luís na acrópole de Atenas. Tendo firmemente apoiado Pedro IV na disputa pelo controle dos ducados, ele foi capaz de assegurar o reconhecimento de sua posição, possessões e privilégios num acordo com Luís, ratificado por Pedro IV em setembro de 1380.
Ao mesmo tempo, os ducados catalães enfrentaram um novo e perigoso oponente, a Companhia Navarra mercenária, que na primavera de 1379 invadiu a Beócia pela Moreia — com a permissão, se não conivência, do aliado deles Nério Acciaioli, que controlava a região ligando a Moreia com a Grécia Central. os navarros rapidamente conquistaram Tebas, a capital do Ducado de Atenas, que foi deixada sem fortificações, em maio ou junho de 1379. Apesar da queda de Tebas, Luís persistentemente negou-se a lidar com os navarros. Além de Acciaioli, os últimos gozaram do mesmo apoio dos Cavaleiros Hospitalários, e eles logo aliaram-se com os dois vizinhos catalães, o duque do Arquipélago Nicolau III de Carceri e o marquês de Bodonitsa Francisco Zorzi. No final de 1380 ou começo de 1381, os navarros também tomaram a cidade de Livadeia. Luís levou alguns dos refugiados da cidade para seu feudo em Salona, enquanto outros fugiram para a Eubeia.
No começo do outono de 1381, Luís foi substituído como vigário-geral pelo visconde de Rocaberti Filipe Dalmau, que já havia sido nomeado em 1379, mas ainda não havia chego na Grécia para ocupar sua posição. Durante a permanência de Dalmau na Grécia, Luís discutiu a possibilidade dum casamento entre sua filha e o filho de Dalmau, Bernaduque, mas Luís faleceu em meados do outono de 1382. Ele foi sucedido em Salona por sua viúva, enquanto o rei Pedro IV deu para sua filha Maria o domínio vitalício de Siderocastro, na ocasião do casamento dela como Bernaduque. Este casamento nunca materializou-se, contudo, e as fontes catalãs não fazem mais referência a Siderocastro depois disso.